# Alpes de Türnitz
Les Alpes de Türnitz sont un massif des Préalpes orientales septentrionales. Il s'élève en Autriche (limite entre la Basse-Autriche et le land de Styrie) et tient son nom de Türnitz, une localité au cœur des montagnes.
Le Grosser Sulzberg est le point culminant du massif.

## Géographie

### Situation
Le massif est entouré par le Wienerwald et les Alpes de Gutenstein à l'est, les Alpes de Mürzsteg au sud et les Alpes d'Ybbstal à l'ouest.

### Sommets principaux
- Grosser Sulzberg, 1 400 m
- Tirolerkogel, 1 377 m
- Türnitzer Höger, 1 372 m
- Bürgeralpe, 1 266 m
- Traisenberg, 1 230 m
- Hohenstein, 1 195 m
- Eisenstein, 1 185 m
- Eibl, 1 002 m

## Activités

### Stations de sports d'hiver
- Mariazell
- Türnitz